# Kék regények
A Kék regények a budapesti Pesti Napló kiadó könyvsorozata volt, amelyben 1930-ban és 1931-ben összesen 48 regény jelent meg. A sorozat szerkesztője Dr. Laczkó Géza volt.

## Jellemzői
A kötetek 15 cm x 11 cm méretben 192 oldal terjedelemben jelentek meg. A borítók kétszín nyomással, általában sötétebb szürkéskék és világoskék színnel készültek. Felül a sorozatcím: Kék regények. Középen a regény témájára utaló rajz, ferdén a szerző és a cím, bal felső sarkában a sorszám, jobb alsó sarkában az ár: 24 fillér. Az első négy számnál a rajz helyett ferde sávok között lett feltüntetve a regény írója és a címe. Alul a PESTI NAPLÓ kiadása felirat olvasható. 
A gerincen felül négy sorban PESTI NAPLÓ Kék regénye. A szerző és cím a megszokott módon, alul a kötet sorszáma lett feltüntetve.
Az utolsó lapokon reklám, a borító hátlapján a sorozat reklámja a következő szám címével olvasható.
A köteteket a budapesti Athenaeum r.-t. könyvnyomdája nyomtatta.

## Szerzők, fordítók
Hazai szerzők közül ismertebbek Tersánszky Józsi Jenő illetve Déry Tibor, a külföldiek közül Honoré de Balzac és Alexandre Dumas.
A fordítók között olyan nevekkel találkozhatunk mint Déry Tibor, Bálint György és ifj. Bókay János írók, Mihályfi Ernő, Pálóczi Horváth György újságíró. A legtöbbet, hét kötetet Margittai Szaniszlóné fordított.

## A sorozatban megjelent művek
Online: A linkre kattintva az Országos Széchényi Könyvtár (OSZK) Elektronikus Könyvtárában (MEK) elolvasható, letölthető (meghallgatható) példányok:
- EK - E-könyvek a sorozat eredeti számából digitalizált szövege különféle formátumokban (általában az eredeti oldalainak fotózott példánya is).

A lista átrendezhető a fejlécben látható nyilak segítségével, például cím vagy írók neve szerint.
| Szám | Év   | Író                                  | Írói név, álnév, névváltozat | Cím (eredeti cím); fordító                                                      | Oldal | Megjegyzés            |
| ---- | ---- | ------------------------------------ | ---------------------------- | ------------------------------------------------------------------------------- | ----- | --------------------- |
| 1.   | 1930 | White, Forest                        |                              | A hollywoodi Kleopatra                                                          | 189   |                       |
| 2.   | 1930 | Orlan, Pierre Mac                    |                              | Dinah Miami; fordította: Bálint György                                          | 192   |                       |
| 3.   | 1930 | Kerlecq, Jean de                     |                              | A montmartrei lány; fordította: ifj. Bókay János                                | 192   | lányregény            |
| 4.   | 1930 | Sásdi Sándor                         |                              | Nyolc hold föld                                                                 | 192   |                       |
| 5.   | 1930 | Boissiére, Alfred                    |                              | Melyik a bűnös?; fordította: Révay József                                       | 192   | kaland                |
| 6.   | 1930 | Machard, Alfred                      |                              | Hajsza; fordította: Bálint György                                               | 192   | kaland                |
| 7.   | 1930 | Leslie, Thomas W.                    |                              | A tőzsdekirály; fordította: Rab Gusztáv                                         | 186   | kaland                |
| 8.   | 1930 | Tersánszky Józsi Jenő                | Tersánszky J. Jenő           | A nevelőkisasszony                                                              | 189   |                       |
| 9.   | 1930 | Forbes, Rosita                       |                              | A halál lovagjai (The Cavaliers of Death); fordította: Pálóczi Horváth György   | 192   | kaland                |
| 10.  | 1930 | Level, Maurice                       |                              | A gyilkos rubint; fordította: ifj. Bókay János                                  | 192   | kaland                |
| 11.  | 1930 | Zágon István                         |                              | Rózsakirálynő                                                                   | 192   | romantikus            |
| 12.  | 1930 | Alexandre Dumas                      |                              | A gavallérbandita (Pascal Bruno); fordította: Margittai Szaniszlóné             | 192   | kaland EK             |
| 13.  | 1930 | Rosenhayn, Paul                      |                              | A láthatatlan gyilkos; fordította: Máthé György                                 | 192   | bűnügyi               |
| 14.  | 1930 | Déry Tibor                           |                              | Az éneklő szikla                                                                | 192   | fantasztikus          |
| 15.  | 1930 | White, Forest                        |                              | A kínai bár titka; fordította: György Tamás                                     | 192   | kaland                |
| 16.  | 1930 | Strobl, Karl Hans                    |                              | Ki a háremből!; fordította: Osvát Kálmán                                        | 192   |                       |
| 17.  | 1930 | Rab Gusztáv                          |                              | A hűvösvölgyi máglya                                                            | 192   | kaland                |
| 18.  | 1930 | Melville, George                     |                              | A sportlady; fordította: Margittai Szaniszlóné                                  | 192   | romantikus            |
| 19.  | 1930 | Smetana, Frank                       |                              | A sebhely; fordította: Csánk Endre                                              | 191   | társadalomrajz        |
| 20.  | 1930 | Kraseninikov, N. A.                  |                              | A csók proletárjai; fordította: Házsongárdy Gábor                               | 191   |                       |
| 21.  | 1930 | Huerta, Gerry                        |                              | Óceánláz; fordította: Pálóczi Horváth György                                    | 192   | romantikus            |
| 22.  | 1930 | Caine, William                       |                              | A kétarcú ember; fordította: Wiesner Juliska                                    | 192   |                       |
| 23.  | 1930 | Breitner, Erhard                     |                              | Lélek-csere; fordította: Szántó Rudolf                                          | 186   | fantasztikus          |
| 24.  | 1930 | Baulny, Christian de                 | Noly, Yves de                | Férj - albérletben (Le mari de Lucienne); fordította: Szegedy Ila               | 186   |                       |
| 25.  | 1930 | Mills, Arthur                        |                              | A sárga sárkány halála (The Yellow Dragon); fordította: Zsadányi Henrik         | 192   | kaland                |
| 26.  | 1930 | Kuhnert, Artur                       |                              | A nők frontja (Front de guerre des femmes); fordította: Görög Imre              | 190   | háborús (I. vh.)      |
| 27.  | 1930 | Forbes, Rosita                       |                              | A nagy ragadozó; fordította: Csánk Endre                                        | 190   | kaland                |
| 28.  | 1930 | Romanski, Marek                      |                              | A La Manche titka; fordította: Mészáros István                                  | 192   |                       |
| 29.  | 1930 | Fröschel, Georg                      |                              | Tánc az aranyborjú körül; fordította: Jób Jenő                                  | 190   |                       |
| 30.  | 1930 | Vautel, Clément                      |                              | A megkergült család; fordította: Margittai Szaniszlóné                          | 192   | családregény          |
| 31.  | 1930 | Truss, Seldon                        |                              | Elloptak egy milliomost!; fordította: Pálóczi Horváth György                    | 190   | bűnügyi               |
| 32.  | 1930 |                                      |                              |                                                                                 |       |                       |
| 33.  | 1930 | Bebutova, Olga Georgievna Danilova   | Bebutova, Olga hercegnő      | Könny és pompa; fordította: Házsongárdy Gábor                                   | 192   | lélektani             |
| 34.  | 1930 | Pujol, René                          |                              | S. O. S.; fordította: Csánk Endre                                               | 192   | kaland                |
| 35.  | 1930 | Schenzinger, Karl Aloys              | Schenzinger, K. A.           | A száguldó motor; fordította: Margittai Szaniszlóné                             | 192   |                       |
| 36.  | 1930 | Huerta, Gerry                        |                              | Pánik Amerikában; fordította: Pálóczi Horváth György                            | 192   | fantasztikus          |
| 37.  | 1930 | Robert, Adrien                       |                              | Tréfánszerzett trón; fordította: Margittai Szaniszlóné                          | 192   | kaland EK             |
| 38.  | 1930 | Sojka, Otto                          |                              | A pénzgyűlölő; fordította: Mészáros István                                      | 192   | társadalomrajz        |
| 39.  | 1930 | Bruck, Dolly                         |                              | Maga nevetni fog!; fordította: Déry Tibor                                       | 192   | vidám                 |
| 40.  | 1931 | Vautel, Clément                      |                              | Szókimondó kisasszony; fordította: Jób Jenő                                     | 192   | romantikus            |
| 41.  | 1931 | Zajcev, Borisz                       | Zajcev, Boris                | Az asszonyok csillaga; fordította: Házsongárdy Gábor                            | 192   | romantikus            |
| 42.  | 1931 | Hassel, H.                           |                              | A néger táncosnő csókja; fordította: Pálóczi Horváth György                     | 192   | romantikus            |
| 43.  | 1931 | Burnett, W. R.                       |                              | Föl a kezekkel! - riportregény a csikágói alvilágról; fordította: Mihályfi Ernő | 192   | kaland                |
| 44.  | 1931 | Balzac, Honoré de                    |                              | Férj-fogás; fordította: Margittai Szaniszlóné                                   | 192   | EK                    |
| 45.  | 1931 | Specht, Richard                      |                              | Berger Valentin úr orra; fordította: Szántó Rudolf                              | 191   | lélektani             |
| 46.  | 1931 | Hankins, Arthur Preston              | Hankins, Arthur P.           | A csavargó milliói; fordította: Kortsmárossy Tibor                              | 192   |                       |
| 47.  | 1931 | Saint-Georges, Jules-Henri Vernoy de | Saint-Georges, Henry de      | Gyötrelmek násza; fordította: Margittai Szaniszlóné                             | 192   | romantikus történelmi |
| 48.  | 1931 | Daye, John                           |                              | Don Juan lord gyilkosa; fordította: Csánk Endre                                 | 192   | bűnügyi               |